# Ferruccio Pallotta
Ferruccio Pallotta (fl. XX secolo) è stato un allenatore di calcio italiano.

## Carriera
Nel corso della stagione 1932-1933 ha allenato per 21 partite il Verona nel campionato di Serie B, con un bilancio di 8 vittorie, 6 pareggi e 7 sconfitte, con 31 gol segnati e 27 subiti. Successivamente ha lavorato come massaggiatore per il Venezia in Serie A, e nel dopoguerra ha ricoperto un ruolo analogo nel Catania nelle serie minori.